# Salzsauna
Eine Salzsauna ist eine Sauna, bei der die Wände teilweise oder gänzlich mit Salzsteinen verkleidet sind. Häufig wird als Salzstein Himalayasalz verwendet. Die Saunabänke werden aus Holz gefertigt. In der Salzsauna herrschen milde Temperaturen von 60 °C bis 65 °C und die Luftfeuchtigkeit beträgt rund 15 %. Somit ist die Salzsauna auch für Menschen mit Kreislaufproblemen geeignet. 
Die salzhaltige Luft der Salzsauna hat eine positive Wirkung auf die Atemwege.